# Le Mariage de mon meilleur ami (film)
Pour les articles homonymes, voir Le Mariage de mon meilleur ami.
Pour plus de détails, voir Fiche technique et Distribution.
Le Mariage de mon meilleur ami (My Best Friend's Wedding) est un film américain de Paul John Hogan, sorti en 1997.

## Synopsis
Trois semaines avant son vingt-huitième anniversaire, la critique culinaire new-yorkaise Julianne « Jules » Potter (Julia Roberts) reçoit un appel de son ami de toujours, Michael O’Neal (Dermot Mulroney), un journaliste sportif à Chicago. Des années plus tôt, ils avaient convenu que s’ils étaient tous deux célibataires à 28 ans, ils se marieraient l’un avec l’autre. Michael lui apprend que dans quatre jours, il épousera la charmante Kimmy Wallace (Cameron Diaz), une étudiante de vingt ans dont le père est propriétaire des Chicago White Sox. Réalisant qu’elle est amoureuse de lui, Jules décide de saboter son mariage.
Arrivée à Chicago, elle retrouve Michael et fait la connaissance de Kimmy, qui lui demande d’être demoiselle d’honneur. Jules élabore alors des stratagèmes pour briser le couple, mais sa tentative d’humilier Kimmy dans un bar karaoké tourne mal. Elle pousse Kimmy à demander à son père d’offrir un emploi à Michael, sachant que cela le mettra en colère, mais cette manœuvre échoue également.
Frustrée, Jules sollicite l’aide de son ami homosexuel George Downes, qui prend l’avion pour Chicago. Sur les conseils de George, Jules se prépare à avouer son amour à Michael, mais au dernier moment, elle lui annonce qu’elle est fiancée à George, espérant ainsi le rendre jaloux. George, qui est gay, joue le jeu, mais embarrasse Jules lors d’un déjeuner avec les invités en chantant « I Say a Little Prayer » sous les applaudissements du restaurant. George rentre chez lui, et Jules confie à Michael que sa « relation » avec George est terminée. Michael avoue alors être jaloux et lui offre l’occasion d’avouer ses sentiments, mais Jules laisse passer le moment. Ils dansent enfin ensemble sur leur chanson, « The Way You Look Tonight ».
La veille du mariage, dans le bureau du père de Kimmy, Jules utilise son compte email pour falsifier un message adressé au supérieur de Michael, lui demandant de le licencier afin que Kimmy puisse faire embaucher Michael par son père. Elle enregistre le brouillon sans l’envoyer, mais découvre plus tard que le père de Kimmy l’a envoyé par mégarde. Jules ment alors pour arrêter l'email et embarque Michael dans sa supercherie, mais ils trouvent le bureau fermé. De retour à l’hôtel de Jules, Michael reçoit un message de son patron l’informant du courriel. Furieux, il appelle Kimmy et annule le mariage.
Le lendemain matin, Jules apprend qu’aucun des deux – Michael ou Kimmy – n’a informé quiconque de l’annulation. Elle tente de nouveau de les séparer, mais Michael et Kimmy décident malgré tout de se marier. Jules finit par avouer son amour à Michael et l’embrasse passionnément. Kimmy, témoin de la scène, s’enfuit en larmes, poursuivie par Michael, lui-même poursuivi par Jules à bord d’un camion de traiteur. En conduisant, Jules appelle George pour lui expliquer la situation ; il lui rappelle que Michael aime Kimmy et qu’elle a maintenant une ultime chance de réconcilier les futurs mariés avant la cérémonie. Retrouvant Michael à la gare Union Station de Chicago, Jules se confesse intégralement. Il lui pardonne et lui révèle que c’est à cet endroit même qu’il a fait sa demande à Kimmy, qui a accepté, avant de partir à sa recherche.
Jules retrouve Kimmy dans les toilettes du Comiskey Park. Devant une foule de curieux, Kimmy reproche à Jules d’avoir interféré dans sa vie amoureuse. Jules s’excuse, lui assurant que Michael l’aime vraiment, et les deux jeunes femmes font la paix. Le mariage a bien lieu, et lors de la réception, Jules prononce un discours émouvant en tant que demoiselle d’honneur. Elle prête aux jeunes mariés leur chanson, « The Way You Look Tonight », jusqu’à ce qu’ils trouvent la leur. Jules et Michael se disent enfin au revoir, prêts à passer à autre chose. Au téléphone avec George, Jules est surprise de le voir apparaître à la réception ; ils dansent ensemble pour clore la soirée.

## Fiche technique
- Titre original : My Best Friend's Wedding
- Titre français et québécois : Le Mariage de mon meilleur ami
- Réalisation : P.J. Hogan
- Scénario : Ronald Bass
- Production : Ronald Bass, Jerry Zucker, Gil Netter et Patricia Whitcher
- Société de production : TriStar
- Budget : 46 millions de dollars (35 millions d'euros)
- Musique : James Newton Howard
- Photographie : László Kovács
- Montage : Garth Craven et Lisa Fruchtman
- Décors : Richard Sylbert
- Costumes : Jeffrey Kurland
- Pays d'origine : États-Unis
- Format : Couleurs - 2,35:1 - Dolby Digital / SDDS - 35 mm
- Genre : Comédie, romance
- Durée : 105 minutes
- Dates de sortie : 
  - États-Unis et Canada : 20 juin 1997
  - France : 1er octobre 1997

## Distribution
- Julia Roberts (VF : Céline Monsarrat ; VQ : Claudie Verdant) : Julianne « Jules » Potter
- Dermot Mulroney (VF : Olivier Cuvellier ; VQ : Daniel Picard) : Michael O'Neal
- Cameron Diaz (VF : Julie Turin ; VQ : Camille Cyr-Desmarais) : Kimberly « Kimmy » Wallace
- Rupert Everett (VF : Vincent Violette ; VQ : Mario Desmarais) : George Downes
- Philip Bosco (VF : Philippe Dumat ; VQ : Hubert Gagnon) : Walter Wallace
- M. Emmet Walsh : Joe O'Neal
- Rachel Griffiths : Samantha Newhouse
- Carrie Preston (VF : Véronique Alycia) : Mandy Newhouse
- Susan Sullivan (VF : Sylvie Moreau ; VQ : Élise Bertrand) : Isabelle Wallace
- Christopher Masterson (VF : Tony Marot ; VQ : Joël Legendre) : Scotty O'Neal
- Cassie Creasy : La fleuriste
- Lucina Paquet : La grand-mère de Kimmy
- Paul Giamatti : Richard, le garçon d'étage
- Paul Adelstein : invité au mariage (non crédité)

## Production

### Tournage
Le tournage s'est déroulé à Chicago, Vernon Hills, Los Angeles et les studios de Culver City.

## Musique
- Un homme et une femme, composé par Francis Lai
- Louie Louie, composé par Richard Berry
- I Am Woman, composé par Helen Reddy et Ray Burton
- (You've Got) Personality, interprété par Lloyd Price
- Do You Know the Way to San José, composé par Burt Bacharach et Hal David
- Annie's Song, composé par John Denver
- Khvalitye Imya Gospodnye (Praise the Name of the Lord), interprété par Dale Warland

### Bande originale
1. I Say a Little Prayer, interprété par Diana King
2. Wishin' and Hopin', interprété par Ani DiFranco
3. You Don't Know Me, interprété par Jann Arden
4. Tell Him, interprété par The Exciters
5. I Just Don't Know What To Do With Myself, interprété par Nicky Holland
6. I'll Be Okay, interprété par Amanda Marshall
7. The Way You Look Tonight, interprété par Tony Bennett
8. What the World Needs Now is Love, interprété par Jackie DeShannon
9. I'll Never Fall in Love Again, interprété par Mary Chapin Carpenter
10. Always You, interprété par Sophie Zelmani
11. If You Wanna Be Happy, interprété par Jimmy Soul
12. I Say a Little Prayer, interprété par le casting du film
13. Suite from “My best friend's wedding”, composé par James Newton Howard

## Distinctions

### Nominations
- Nomination à l'Oscar de la meilleure bande originale de film en 1998.
- Nomination aux Golden Globes du meilleur film de comédie, meilleure actrice (Julia Roberts) et meilleur second rôle masculin (Rupert Everett) en 1998.
- Nomination au prix de la meilleure actrice (Julia Roberts), meilleur acteur et meilleure performance comique (Rupert Everett), lors des MTV Movie Awards 1998.